# Jesse Lee Peterson
Jesse Lee Peterson (nacido el 22 de mayo de 1949) es una personalidad conservadora estadounidense y autor. Es el presentador de The Jesse Lee Peterson Show, un programa de radio nacional en el que suele invitar a figuras de derecha como Richard Spencer y Jared Taylor, y la serie de televisión The Fallen State TV. Se ha hecho famoso por sus opiniones políticas, que han sido descritas como misóginas, homofóbicas, antinegras y supremacistas blancas..

## Primeros años
Jesse Lee Peterson nació el 22 de mayo de 1949 en Midway, Alabama, y se crio en Comer Hill, Alabama con sus abuelos, que trabajaban en la plantación de la familia Comer, donde sus bisabuelos habían sido esclavos cien años antes. Su madre y su padre se mudaron a Gary, Indiana, y East Chicago, Indiana, respectivamente, donde formaron nuevas familias por separado. Nació con un paladar hendido que no fue reparado hasta su adolescencia. Peterson vivió con su madre y su padrastro en Gary cuando era un adolescente, y asistió brevemente a Edison High School. Luego regresó a Alabama y se graduó de la escuela secundaria antes de mudarse a Los Ángeles.

## Actividad política
Peterson fundó su propia empresa de limpieza en 1989. En 1991, fundó BOND (Organización de la Hermandad de un Nuevo Destino), un grupo religioso sin fines de lucro dirigido a jóvenes negros.
Peterson es miembro de Choose Black America, una organización de afroamericanos que se oponen a la inmigración ilegal en los Estados Unidos. Es miembro de la junta asesora del Proyecto 21, una organización conservadora afroamericana. Es miembro de la junta asesora nacional del grupo de derecha Accuracy in Media, y es miembro de la junta de la Coalición Cristiana de California. Peterson también estableció un evento anual del "Día nacional de repudio de Jesse Jackson", que duró desde 1999 hasta 2004, y se llevó a cabo fuera de las oficinas de Jackson en Los Ángeles.
El programa de radio de Peterson, transmitido desde la WTSB, fue transmitido simultáneamente en Newsmax TV hasta finales de 2018.

## Opiniones políticas
El 21 de septiembre de 2005, Peterson escribió una columna para WorldNetDaily, en la que sugirió que la mayoría de los afroamericanos atrapados en Nueva Orleans durante el huracán Katrina confiaban en que el gobierno los salvaría.
Peterson una vez pidió la renuncia del presidente del Comité Nacional Republicano, Michael Steele, diciendo que no era lo suficientemente conservador, pero que los republicanos temían despedir a un hombre negro. Reveló en un video, publicado el 5 de marzo de 2012, su creencia de que "creo que uno de los errores más grandes que cometió Estados Unidos fue permitir a las mujeres la oportunidad de votar".
Peterson también cree que "las almas de los niños anhelan las almas de su madre natural y su padre natural, especialmente el padre".

## Ideas raciales
Peterson es conocido por hacer con frecuencia declaraciones controvertidas sobre la raza, como agradecer a Dios por la esclavitud, y afirma que la mayoría de los negros tienen "retraso mental" por hacer bebés fuera del matrimonio y aboga por enviar a la juventud negra "de regreso a la plantación". También afirmó que "la mayoría de los negros en la tierra están siendo usados para traer destrucción" y "destruir todo lo sagrado".

## Libros publicados
- From Rage to Responsibility: Black Conservative Jesse Lee Peterson and America Today, with Dennis Prager and Brad Stetson. Paragon House (affiliated with the Unification Church), 2000, ISBN 1-55778-788-3
- SCAM: How the Black Leadership Exploits Black America, WND Books (WorldNetDaily), ISBN 0-7852-6331-4. Reprinted, Thomas Nelson, 2005, ISBN 978-1595550453
- The Seven Guaranteed Steps to Spiritual, Family and Financial Success, 2007.
- "The ANTIDOTE: Healing America from the Poison of Hate, Blame and Victimhood", WND Books (WorldNetDaily), ISBN 978-1-942475-00-2 (Hardcover), 2015.